# Laurent Fontaine (maître écrivain)
Pour les articles homonymes, voir Fontaine et Laurent Fontaine (homonymie).
Laurent Fontaine est un maître écrivain français actif à Paris dans la seconde moitié du XVIIe siècle.

## Biographie
Il est fils de maître, reçu maître dans la corporation des maîtres écrivains en 1644, et passe pour un professionnel soucieux de simplicité. Il figure en 1664 et 1666 dans la liste des maîtres devant voter pour l'élection d'un nouveau syndic
D'après Paillasson, Laurent Fontaine eut un frère Nicolas qui, quoique destiné au même métier que lui, préféra la littérature et s'attacha comme secrétaire à Messieurs de Port-Royal.

## Œuvres
- L'Art d'écriture expliqué en trois tables, &c., 1677 (non localisé), composé de plusieurs planches gravées par Louis Senault.